# Produlești
Produlești è un comune della Romania di 3 419 abitanti, ubicato nel distretto di Dâmbovița, nella regione storica della Muntenia.
Il comune è formato dall'unione di 3 villaggi: Broșteni, Costeștii din Deal, Produlești.